# Automobiles Impetus
Automobiles Impetus est un constructeur automobile français.

## Production
L’entreprise basée à Pornichet a commencé à produire des automobiles en 1899. Le nom de la marque était Impetus. L’entreprise a d’abord fabriqué des vélos et s’est fait un bon nom avec cela. À partir de 1899, un quadricycle a été produit selon les plans de Max Hertel de Chicago, aux États-Unis. Le même design a été produit à la même époque par la Oakman Motor Vehicle Company aux États-Unis. Alors qu’un moteur bicylindre d’une cylindrée de 1606 cm³ fabriqué par ses soins était utilisé aux États-Unis, Impetus s’appuyait sur le moteur monocylindre éprouvé de De Dion Bouton. Vers 1899, il avait une cylindrée de 402 cm³ avec un alésage de 80 mm et une course de 80 mm. La puissance maximale était comprise entre 3 et 3,5 HP. Le prix de vente du véhicule avec moteur De Dion Bouton 3 HP était de 4000 francs. La production a pris fin en 1903.